# Thatom
Thatom es un distrito de la provincia de Xaisomboun, Laos. A 1 de marzo de 2015 tenía una población censada de 19 437 habitantes.
Se encuentra ubicado en la zona montañosa del noreste del país, cerca del río Nam Ngum —un afluente del Mekong— y de la frontera con Vietnam.